# Chuột nhảy đồng cỏ
Chuột nhảy đồng cỏ, tên khoa học Zapus hudsonius, là một loài động vật có vú trong họ Dipodidae, bộ Gặm nhấm. Loài này được Zimmermann mô tả năm 1780.

## Hình ảnh

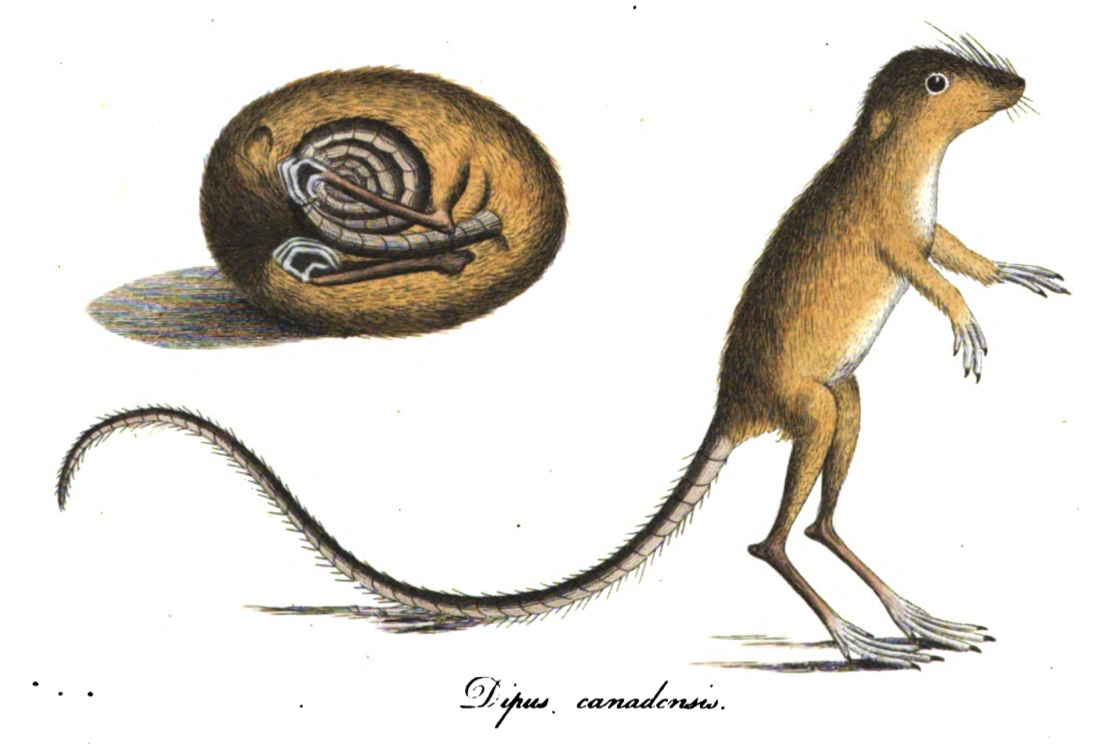
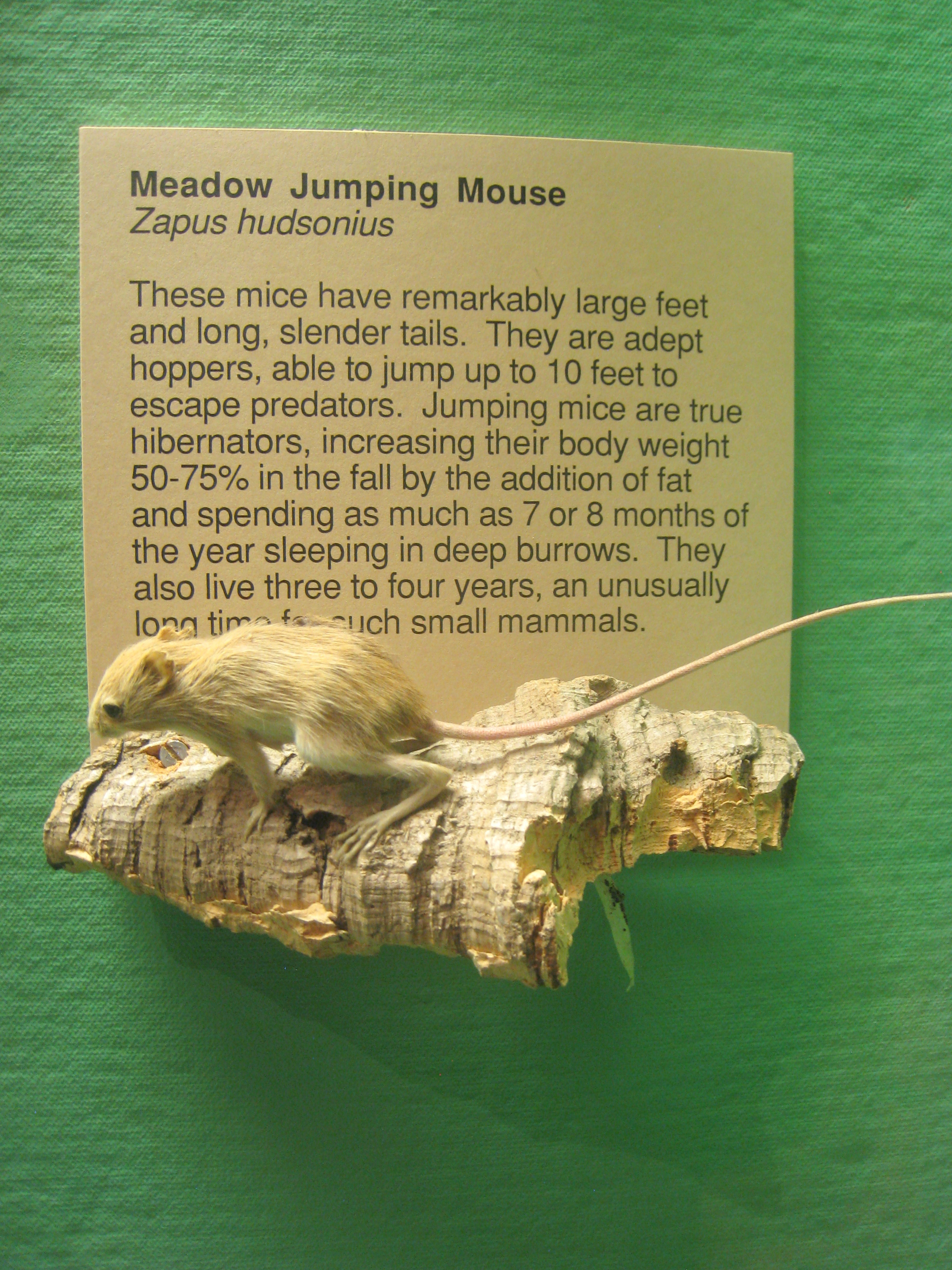